# 克里斯·安彦武

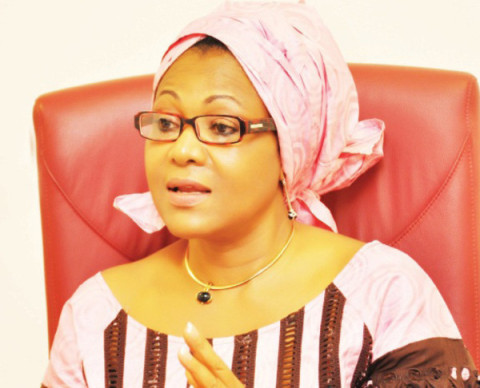
克里斯·安彦武

克里斯·安彦武 （1951年10月28日—）是尼日利亚记者、出版商、作家和政治人物。1995年，她因报道了反对萨尼·阿巴查政府的未遂政变而被指控犯下叛国罪並被监禁，她在监禁期间获得联合国教科文组织吉列尔莫·卡诺世界新闻自由奖。萨尼·阿巴查去世後克里斯·安彦武獲釋。  2007年當選尼日利亞參議院議員。